# Sabrina Greve
Sabrina Greve (Limeira, 5 de maio de 1978) é uma atriz, diretora e roteirista brasileira. Conhecida pelos seus trabalhos no cinema que já lhe agraciaram com mais de dez prêmios como melhor atriz. Integrou durante sete anos de 1996 até 2002 o CTP (Centro de Pesquisa Teatral) de direção de Antunes Filho, onde atuou nas peças Prêt-a-Porter IV, Prêt-a-Porter III, Fragmentos Troianos, Prêt-a-Porter II e Drácula e Outros Vampiros. 
Estreou no cinema em Uma Vida em Segredo, filme da considerada Suzana Amaral de 2002. Nele, viveu o papel de Biela, uma mulher simples em busca de sua verdadeira natureza. A interpretação intimista lhe rendeu seis prêmios como melhor atriz. Entre eles, o do Festival de Brasília e da APCA (Associação Paulista de Críticos de Arte). Posteriormente, atuou nos filmes Olga, de Jayme Monjardim, Nina, de Heitor Dhalia, Jogo Subterrâneo, de Roberto Gervitz, e Tudo o que É Sólido Pode Derreter, curta de Rafael Gomes.
Na televisão, Sabrina atuou na telenovela Cristal, do SBT. Além disso, também esteve em minisséries como  Carandiru, Outras Histórias e A Casa das Sete Mulheres. Em 2007, Sabrina Greve Atuou em Matamoros, A Fantasia", de Hilda Hilst. Posteriormente, interpretou a doutora Angelique em Além do Horizonte.

## Biografia

### Carreira na televisão
Iniciou sua trajetória em 2003 como Teresa na minissérie A Casa das Sete Mulheres, da Rede Globo. Dois anos depois, viveu Catarina na série Carandiru, Outras Histórias. Em 2006, deu vida a Zoraide Reis (Zora) na telenovela Cristal, no SBT; contudo, no ano seguinte, foi para RecordTV atuar na pele de Mabel em Caminhos do Coração.
Em 2013, viveu a doutora Angelique na telenovela Além do Horizonte. Três anos mais tarde, interpretou Nininha na série A Garota da Moto. Em 2017, deu vida a Alessandra em Crime Time: Hora de Perigo durante três temporadas e, nos dois anos seguintes, foi Leila na série Assédio, na Globoplay; e fez uma participação na quarta temporada da série Psi, da HBO Brasil.

### Carreira no cinema
Estreou nas telonas em 2001 como Biela em Uma Vida em Segredo, da cineasta Suzana Amaral, personagem premiada a nível nacional pelo Festival de Brasília e pelo Troféu APCA; assim como pelo exterior, no Festival de Huelva, na Espanha, e no Festival Iberoamericano em Bogotá, na Colômbia. No ano seguinte, deu vida a uma VJ da MTV chamada Fatinha em Seja o que Deus Quiser! e Catarina em Carandiru. Em 2003, esteve no elenco de  Jogo Subterrâneo como Sofia, no ano posterior, atuou como Elza Colônia e Sofia nos longas Olga e Nina, respectivamente.
Em 2005, participou da curta-metragem Tudo o que É Sólido Pode Derreter, voltando em cartaz quatro anos mais tarde protagonizando Teresa. Em 2011, esteve na pele de Letícia em O Muro e foi a mãe de Luis em Pra eu Dormir Tranquilo. Nos dois anos seguintes, atuou como a professora de matemática Silvia em O Duplo, cineasta Juliana Rojas, recebendo o Kikito de 'Melhor Atriz de curta-metragem' no Festival de Gramado; além do papel como Sonia Krapp em O Circo da Noite. Em 2014, integrou o elenco de Permanência; deu vida a Márcia em Quando Eu Era Vivo  e fez aparição em Obra.
Em 2015, foi a protagonista Clarisse em Clarisse ou Alguma Coisa Sobre Nós Dois (eleita 'Melhor Atriz' no Cine Ceará 2016) e Iris em Todas as Cores da Noite. No ano seguinte, participou da curta-metragem O Filme Morto, concluindo o decênio em 2018 na pele de Zelia em Onde Quer Que Você Esteja.

### Carreira no teatro
Estreou no espetáculo Drácula e Outros Vampiros em 1997, do diretor Antunes Filho. No ano seguinte, estreou no Prêt-à-Porter 2 - Horas de Castigo, outra obra do mesmo diretor. Sabrina concluiria o milênio na peça Fragmentos Troianos, na pele de Andrômaca. Em 2000, deu vida a uma radialista em Prêt-à-Porter 3 - Posso Cantar? e, posteriormente, também na quarta versão. Em 2004, foi protagonista da peça Pagu Que, em referência a escritora Pagu, estando na pele da militante comunista.
Em 2007, foi protagonista da peça Matamoros, A Fantasia, baseado numa prosa de Hilda Hilst, como Matamoros. Retornou aos palcos após três anos em Ligações Perigosas como Madame de Tourvel. Em 2013, esteve na pele de Estelle em No Exit - Entre Quatro Parede e, dois anos mais tarde, interpretou Ali em Animais na Pista e Laura em Natureza Morta para Laura. Em 2017, integrou o elenco do espetáculo Não Somos Amigas.

## Filmografia

### Televisão
| Ano  | Título                      | Papel                 | Notas                               |
| ---- | --------------------------- | --------------------- | ----------------------------------- |
| 2003 | A Casa das Sete Mulheres    | Teresa                | [ 1 ]                               |
| 2005 | Carandiru, Outras Histórias | Catarina              | [ 2 ]                               |
| 2006 | Cristal                     | Zoraide Reis (Zora)   | [ 3 ]                               |
| 2007 | Caminhos do Coração         | Mabel Montenegro      | [ 4 ]                               |
| 2013 | Além do Horizonte           | Drª. Angelique Castro | [ 5 ]                               |
| 2016 | A Garota da Moto            | Nininha               | Episódio: "Uma Garota Chamada Fang" |
| 2017 | Crime Time: Hora de Perigo  | Alessandra            | [ 7 ] [ 41 ]                        |
| 2018 | Assédio                     | Leila                 | [ 8 ]                               |
| 2019 | Psi                         | Lídia                 | Episódio: "A Bruxa: Parte 1"        |
| 2020 | Unidade Básica              | Luciana               | Episódio: "Robson"                  |
| 2020 | Desalma                     | Elena Kohut           |                                     |

### Cinema
| Ano  | Título                                  | Papel           | Nota           | Ref           |
| ---- | --------------------------------------- | --------------- | -------------- | ------------- |
| 2001 | Uma Vida em Segredo                     | Biela           |                | [ 12 ]        |
| 2002 | Seja o que Deus Quiser                  | Fatinha         |                | [ 13 ]        |
| 2002 | Carandiru                               | Catarina        |                | [ 14 ]        |
| 2003 | Jogo Subterrâneo                        | Sofia           |                | [ 15 ]        |
| 2004 | Olga                                    | Elza Colônio    |                | [ 16 ]        |
| 2004 | Nina                                    | Sofia           |                | [ 17 ]        |
| 2005 | Tudo o que É Sólido Pode Derreter       | Ophélia         | Curta-metragem | [ 18 ]        |
| 2009 | Teresa                                  | Teresa          | Curta-metragem | [ 19 ]        |
| 2011 | O Muro                                  | Letícia         | Curta-metragem | [ 20 ]        |
| 2011 | Pra eu Dormir Tranquilo                 | Mãe de Davi     | Curta-metragem | [ 21 ]        |
| 2012 | O Duplo                                 | Silvia          | Curta-metragem | [ 11 ]        |
| 2013 | O Circo da Noite                        | Sonia Krapp     |                | [ 22 ]        |
| 2014 | Permanência                             | Dona da Galeria |                | [ 23 ]        |
| 2014 | Quando Eu Era Vivo                      | Márcia          |                | [ 24 ]        |
| 2014 | Obra                                    |                 |                | [ 25 ]        |
| 2015 | Clarisse ou Alguma Coisa Sobre Nós Dois | Clarisse        |                | [ 26 ]        |
| 2015 | Todas as Cores da Noite                 | Iris            |                | [ 27 ] [ 44 ] |
| 2016 | O Filme Morto                           | -               | Curta-metragem | [ 28 ] [ 41 ] |
| 2018 | Onde Quer Que Você Esteja               | Zelia           |                | [ 29 ]        |

## Teatro
| Ano     | Título                                         | Personagem        | Ref    |
| ------- | ---------------------------------------------- | ----------------- | ------ |
| 1997    | Drácula e Outros Vampiros                      | Cortesã do Conde  | [ 30 ] |
| 1998    | Prêt-à-Porter 2 - Horas de Castigo             |                   | [ 31 ] |
| 1999–00 | Fragmentos Troianos                            | Adrômaca          | [ 32 ] |
| 2000    | Prêt-à-Porter 3 - Posso Cantar?                |                   | [ 33 ] |
| 2002    | Prêt-à-Porter 4 - For He’s a Jolly Good Fellow |                   | [ 30 ] |
| 2004    | Pagu que                                       | Pagu              | [ 34 ] |
| 2007    | Matamoros, A Fantasia                          | Matamoros         | [ 35 ] |
| 2010–11 | Ligações Perigosas                             | Madame de Tourvel | [ 36 ] |
| 2013    | No Exit - Entre Quatro Parede                  | Estelle           | [ 37 ] |
| 2015    | Animais na Pista                               | Ali               | [ 38 ] |
| 2015    | Natureza Morta para Laura                      | Laura             | [ 39 ] |
| 2017    | Não Somos Amigas                               |                   | [ 40 ] |
| 2017    | A mulher que digita                            | Mulher que dita   |        |

## Direção
| Ano  | Título                  | Nota           |
| ---- | ----------------------- | -------------- |
| 2009 | 3.33                    | Curta metragem |
| 2009 | Esquecendo Wimbledon    | Peça Teatral   |
| 2009 | Um Zé                   | Curta metragem |
| 2010 | No Noel                 | Curta metragem |
| 2010 | Alegria                 | Video Clipe    |
| 2010 | A Morte de Mim          | Curta metragem |
| 2011 | Under the Skin          | Curta metragem |
| 2012 | Irina                   | Telefilme      |
| 2021 | O Porão da Rua do Grito | Longa metragem |
| 2022 | Além do Guarda-Roupa    | Série de TV    |
| 2024 | As aparências enganam   | Longa metragem |

## Prêmios e indicações
| Ano  | Prêmio                                     | Categoria                      | Trabalho                                | Resultado | Ref    |
| ---- | ------------------------------------------ | ------------------------------ | --------------------------------------- | --------- | ------ |
| 2001 | 34º Festival de Brasília (Troféu Candango) | Melhor Atriz                   | Uma Vida em Segredo                     | Venceu    | [ 45 ] |
| 2002 | 12º Cine Ceará                             | Melhor Atriz                   | Uma Vida em Segredo                     | Venceu    | [ 48 ] |
| 2002 | 28º Huelva Latin American Film Festival    | Melhor Atriz                   | Uma Vida em Segredo                     | Venceu    | [ 45 ] |
| 2003 | Troféu APCA                                | Melhor Atriz                   | Uma Vida em Segredo                     | Venceu    | [ 45 ] |
| 2003 | Festival de Cinema CineSesc (Critico)      | Melhor Atriz                   | Uma Vida em Segredo                     | Venceu    | [ 45 ] |
| 2003 | Festival de Cinema CineSesc (Popular)      | Melhor Atriz                   | Uma Vida em Segredo                     | Venceu    | [ 45 ] |
| 2003 | Festival Ibero-Americano - Bolívia         | Melhor Atriz                   | Uma Vida em Segredo                     | Venceu    | [ 45 ] |
| 2004 | Festival de Cinema de Natal                | Melhor Atriz                   | Uma Vida em Segredo                     | Venceu    | [ 48 ] |
| 2010 | VI Curta Canoa                             | Melhor Atriz                   | Teresa                                  | Venceu    | [ 48 ] |
| 2010 | 17º Festival de Cinema e Vídeo de Cuiabá   | Melhor Atriz                   | Teresa                                  | Venceu    | [ 48 ] |
| 2012 | Vitória Cine Vídeo                         | Melhor Atriz                   | O Duplo                                 | Venceu    | [ 48 ] |
| 2012 | Festival de Gramado (Kikito)               | Melhor atriz de curta-metragem | O Duplo                                 | Venceu    | [ 48 ] |
| 2015 | Festival de Cinema da Fronteira            | Melhor atriz                   | Clarisse ou Alguma Coisa Sobre Nós Dois | Venceu    | [ 49 ] |
| 2016 | Cine Ceará                                 | Melhor atriz                   | Clarisse ou Alguma Coisa Sobre Nós Dois | Venceu    | [ 48 ] |
| 2016 | 6º Festcine Maracanaú                      | Melhor atriz                   | Clarisse ou Alguma Coisa Sobre Nós Dois | Venceu    | [ 50 ] |
| 2016 | 9º Festival de Cinema de Triunfo           | Melhor atriz                   | Todas as Cores da Noite                 | Venceu    | [ 51 ] |
| 2016 | II Festival de Cinema de Belo Jardim       | Melhor atriz                   | Todas as Cores da Noite                 | Venceu    | [ 52 ] |